# جين بريتو
جين بريتو (بالإنجليزية: Gene Brito) هو لاعب كرة قدم أمريكية أمريكي، ولد في 23 نوفمبر 1925 في هونتينغتون بارك في الولايات المتحدة، وتوفي في 8 يونيو 1965 في دوارتي في الولايات المتحدة.

## وصلات خارجية
- جين بريتو على موقع مرجع كرة القدم المحترفة.كوم (الإنجليزية)